# Нидербрајтбах
Нидербрајтбах (њем. Niederbreitbach) општина је у њемачкој савезној држави Рајна-Палатинат. Једно је од 62 општинска средишта округа Нојвид. Према процјени из 2010. у општини је живјело 1.569 становника. Посједује регионалну шифру (AGS) 7138047.

## Географски и демографски подаци
Нидербрајтбах се налази у савезној држави Рајна-Палатинат у округу Нојвид. Општина се налази на надморској висини од 120 метара. Површина општине износи 8,5 km². У самом мјесту је, према процјени из 2010. године, живјело 1.569 становника. Просјечна густина становништва износи 184 становника/km².